# Konwój trzydziestu pięciu
Konwój trzydziestu pięciu (hebr. מחלקת הל"ה) – izraelski konwój złożony z samochodów ciężarowych jadących podczas wojny domowej w Mandacie Palestyny z Jerozolimy do bloku żydowskich osiedli Gusz Ecjon w górach Judei. Został on wysłany po I bitwie o Gusz Ecjon ze wsparciem wojskowym. W dniu 16 stycznia 1948 roku konwój wpadł w zasadzkę przygotowaną przez arabskie siły Armii Świętej Wojny. W zasadzce zginęło 35 członków konwoju.

## Tło wydarzeń
Gusz Ecjon była grupą osiedli żydowskich położonych w górach Judei, bezpośrednio na południe od miast Betlejem i Jerozolima. Trzon bloku osiedli składał się z czterech osad rolniczych, które zostały założone w latach 1940–1947 na nieruchomościach zakupionych przez żydowskie organizacje syjonistyczne. Jako pierwszy, w 1927 roku powstał kibuc Migdal Eder. Jego całkowita izolacja została przerwana dzięki założeniu w 1945 roku sąsiedniego kibucu Massu’ot Jicchak. Następnie w 1946 roku powstał kibuc En Curim, a w 1947 roku kibuc Rewadim. Pod koniec 1947 roku blok osiedli Gusz Ecjon zajmował powierzchnię 20 km² i liczył 450 mieszkańców, w tym 69 dzieci. Społeczności były całkowicie izolowane i otoczone przez nieprzyjaźnie nastawione osady arabskie.
Przyjęta 29 listopada 1947 roku Rezolucja Zgromadzenia Ogólnego ONZ nr 181 przyznała obszar Gusz Ecjon przyszłemu państwu arabskiemu, które miało powstać w Palestynie. Przywódcy społeczności żydowskiej zaakceptowali ten plan, jednak dowództwo organizacji paramilitarnej Hagana podjęło decyzję o nie ewakuowaniu mieszkańców Gusz Ecjon. Tymczasem Arabowie odrzucili rezolucję ONZ i dzień później doprowadzili do wybuchu wojny domowej w Mandacie Palestyny. W jej pierwszej fazie arabskie ataki były skoncentrowane na żydowskie linie komunikacyjne, które przebiegały przez tereny i miejscowości, w których społeczność arabska miała przewagę ilościową. W ten sposób rozpoczęła się „wojna o drogi”. Na początku grudnia 1947 roku w rejon Jerozolimy dotarł pierwszy oddział Armii Świętej Wojny dowodzony przez Abd al-Kadir al-Husajniego. Podszedł on ze swoim liczącym około stu bojowników oddziałem do wsi Surif, na południowy zachód od Jerozolimy. Dołączyło tu do niego wielu młodych arabskich wieśniaków, z których niektórzy byli weteranami brytyjskiej armii. W ten sposób jego siły bardzo szybko urosły do kilku tysięcy ludzi. Ich celem było sparaliżowanie żydowskiej komunikacji w regionie oraz całkowite odcięcie Zachodniej Jerozolimy. Normalnie do bloku Gusz Ecjon każdego dnia docierał transport z zaopatrzeniem, oraz regularnie kursował autobus. Nałożona arabska blokada spowodowała, że trwająca zazwyczaj 30 minut podróż z Jerozolimy do Gusz Ecjon stała się niezwykle trudna. Powtarzające się ataki spowodowały, że pojazdy jadące do Gusz Ecjon nie mogły poruszać się samodzielnie i były łączone w konwoje. Każdy wyjeżdżający z Jerozolimy konwój musiał mieć zabezpieczoną odpowiednią eskortę i posiadać dokładnie zaplanowaną trasę przejazdu. Konwojom takim czasami towarzyszył oficjalny patrol umundurowanej Policji Żydowskich Osiedli (hebr. Miszteret Ha-Jiszuwim Ha-Iwrijim). W dniu 11 grudnia 1947 roku wysłano konwój czterech samochodów ciężarowych, który wpadł w zasadzkę. Zginęło wówczas 10 Żydów. Konwój ten przeszedł do historii jako Konwój Dziesięciu. Jedna z konsekwencji tego ataku była przeprowadzona 5 stycznia 1948 roku ewakuacja wszystkie matki z dziećmi z Gusz Ecjon (zamieszkały w klasztorze Sióstr Syjońskich w Jerozolimie). W dniu 12 stycznia wysłano konwój czterech samochodów ciężarowych z materiałami wybuchowymi, koktajlami Mołotowa i amunicją (eskortę stanowiło 15 uzbrojonych osób). Został on zaatakowany w pobliżu arabskiej wioski al-Chadr, ale zdołał bez strat dotrzeć do Gusz Ecjon. 13 stycznia konwój 23 samochodów ciężarowych natknął się w rejonie Betlejem na liczne blokady drogowe. Po stracie 2 ludzi i kilku pojazdów, konwój zawrócił (ciało Chenocha Zilbersteina było wielokrotnie ugodzone nożami i spalone, natomiast ciała Notre Zorobabela nigdy nie odnaleziono). Następnego dnia (14 stycznia 1948 r.) doszło do I bitwy o Gusz Ecjon, w której Arabowie stracili około 200 zabitych i wielu rannych. Po przegranej Abd al-Kadir al-Husajni zrezygnował ze swoich planów zdobywania żydowskich osiedli i ponownie skoncentrował ataki na drogach. Tymczasem sytuacja odizolowanego bloku osiedli była bardzo ciężka – w kibucach brakowało amunicji, leków, materiałów opatrunkowych i przede wszystkim obrońców. Z tego powodu dowodzący ich obroną Uzi Narkiss zażądał ewakuacji rannych i dostarczenia uzupełnień.
Dowództwo Hagany w rejonie Jerozolimy, już 14 stycznia 1948 roku podjęło decyzję o wysłaniu pomocy do Gusz Ecjon. Oddział liczący 40 żołnierzy (dwie drużyny Palmach i dwie drużyny sił polowych Hagany) wyruszył pod osłoną nocy z 14 na 15 stycznia. Wyszli z południowo-zachodniej dzielnicy Bet ha-Kerem, przeszli wadi strumienia Sorek i wspięli się na grzbiet wzniesień w pobliżu arabskiej wioski Dżab'a, na północny zachód od Gusz Ecjon. Idąc dalej w dół wzdłuż potoku, około godz. 3:00 w nocy usłyszeli kilka wystrzałów. Obawiając się wykrycia i wpadnięcia w zasadzkę, zawrócili do Jerozolimy, do której dotarli w godzinach porannych. Dowództwo obawiało się, że dojdzie do kolejnego ataku na Gusz Ecjon, co potwierdzały dane wywiadowcze. Zdecydowano więc, że kolejnej nocy zostanie powtórzona próba przedarcia się przy wykorzystaniu opancerzonych samochodów ciężarowych. Wybrano przy tym okrężną trasę przebiegającą przez moszaw Har-Tuw (w rejonie dzisiejszego miasta Bet Szemesz).

## Przebieg bitwy
Wieczorem 15 stycznia 1948 roku z Jerozolimy wyruszył konwój kilku samochodów ciężarowych. Broń była przewożona osobno, w ukryciu samochodem umundurowanej Policji Żydowskich Osiedli. Innymi pojazdami jechało 40 żołnierzy Palmach i sił polowych Hagany. Dowództwo nad konwojem powierzono byłemu dowódcy Gusz Ecjon, Danny – obecnie pełniącemu obowiązki zastępcy dowódcy 6 Batalionu Palmach (Brygada Harel). W godzinach między 19:00 a 20:00 wieczorem dotarli do moszawu Har-Tuw, którego mieszkańcy radośnie ich przywitali. Na miejscu okazało się, że dwóch żołnierzy nie posiada osobistej broni (pistolety maszynowe Sten). Danny zwrócił się do dowódcy obrony moszawu z prośbą o udostępnienie broni, spotkał się jednak z odmową, gdyż arsenał kolonii był bardzo mały. W takiej sytuacji Danny pozostawił dwóch swoich żołnierzy w Har-Tuw – nie mógł pozwolić im na udział w operacji bez broni. Początkowy plan przewidywał, że wyruszą z Har-Tuw o 19:00 wieczorem, aby dotrzeć do Gusz Ecjon około 2:00 lub 3:00 w nocy. Jednak trudności z uzbrojeniem, oraz przygotowana przez mieszkańców kolacja, opóźniły wymarsz. Dowódca obrony moszawu usiłował jeszcze przekonać Danny’ego, aby przełożyć operację na następną noc. Obawiał się, że 28 kilometrowa trasa z dużym obciążeniem przez ciężką górzystą okolicę w ciemnościach nocy przeciągnie się w czasie, i świt zastanie żołnierzy w otwartym terenie. Danny uznał, że są w stanie dotrzeć do Gusz Ecjon. Wyruszyli z Har-Tuw około godz. 23:00 w nocy.
Grupa 38 żydowskich żołnierzy okrążyła pod osłoną nocy pobliski posterunek brytyjskiej policji mandatowej (Fort Tegart) i skierowała się na południe drogą prowadzącą do arabskiej wioski Bajt Dżibrin. Około godz. 1:00 w nocy jeden z żołnierzy skręcił kostkę i miał problemy z chodzeniem. Danny obawiał się, że może to opóźnić postępy oddziału, wyznaczył więc dwóch żołnierzy i nakazał powrót z poszkodowanym do Har-Tuw. Oddział dalej posuwał się wąskimi górskimi drogami. Minęli wieś Bajt Nattif i skierowali się na południowy wschód przechodząc rozległe wadi. Grupa zatrzymała się tutaj na odpoczynek, a dwóch zwiadowców rozpoznało rozgałęzienie trzech niewielkich wadi ze strumieniami Eciona, Gdor i Ha-Ela. Około godz. 6:00 rano dwaj zwiadowcy zostali odkryci przez arabskie kobiety zbierające chrust w pobliżu wsi Surif. Żołnierze powiedzieli im, że są z „arabskiej obrony.” Kobiety uciekły, a zwiadowcy nie zabili ich. Wycofali się i powiadomili Danny’ego o incydencie. Zdecydował się on na kontynuowanie operacji i przejściu pomiędzy wsiami Surif i Dżab’a. Tymczasem arabskie kobity dotarły do Surif, gdzie znajdował się obóz szkoleniowy Armii Świętej Wojny. Jego dowódca, Ibrahim Abu Daja ogłosił alarm we wszystkich okolicznych wsiach i wysłał dwóch zwiadowców, którzy około godz. 7:00 odkryli żydowski oddział. Oddali oni pierwsze strzały, na które żydowscy żołnierze odpowiedzieli ogniem. Strzelanina ujawniła położenie konwoju. Podczas kolejnych trzech godzin, siły arabskich milicji całkowicie zablokowały okolicę. Doszło do wymiany ognia między dwoma stronami. Danny zrozumiał, że dalsza droga do Gusz Ecjon jest niemożliwa i rozkazał swoim żołnierzom iść w dół strumienia Ecion, i ukryć się wśród skał w wadi.
Między godziną 11:00 a 14:30 nad okolicą przeleciał żydowski samolot zwiadowczy Piper Cub, którego pilotem był Ezer Weizman. Poszukiwał on członków konwoju, zdołał jednak dostrzec tylko licznych arabskich bojowników i wzmożony ruch pojazdów wroga w rejonie Surif i Dżab’a. Danny prawdopodobnie nie zdawał sobie sprawy, że został otoczony, i zamierzał ukrywać się do wieczora, aby pod osłoną nocy wycofać się. Być może jednak zmienił zdanie (może uważał, że wycofanie się będzie zdradą), gdyż około godz. 14:30 jego oddział rozpoczął przemieszczać się w kierunku Wzgórza 573. Motywy ich działania nie są jasne. Gdy podchodzili pod wzgórze zostali wykryci przez Arabów. Ostrzeliwując się, około godz. 15:30 dotarli na szczyt wzgórza, z którego z przerażeniem dostrzegli, że są otoczeni. Arabowie prowadzili do nich ogień z sąsiedniego i wyższego Wzgórza 603. Żydowscy żołnierze ukrywając się między skałami odparli kilka arabskich szturmów. Wreszcie zabrakło im amunicji. Około godz. 16:30 pięciu żołnierzy podjęło próbę ucieczki w kierunku wadi strumienia Ecion, jednak zostali zabici. Ostatni żołnierz na Wzgórzu 573 zginął około godz. 17:00. Zginęło 35 żydowskich żołnierzy. Arabowie stracili 17 zabitych i 40 rannych.

## Reakcje i następstwa
Po bitwie Irgun podsłuchał rozmowę telefoniczną, z której Żydzi dowiedzieli się o całym zdarzeniu. Wiedziano wówczas jedynie, że wielu żydowskich żołnierzy zginęło, a niektórzy byli ranni. Gdy do Hebronu zaczęli docierać ranni Arabowie, zaalarmowani Brytyjczycy wysłali na miejsce bitwy pluton żołnierzy z Royal Sussex Regiment. Na miejscu odnaleźli ciała zabitych 35 Żydów. Według raportów, wiele ciał było mocno okaleczonych, a niektóre nie do poznania. Ciała przewieziono następnie do Jerozolimy (zidentyfikowano jedynie 23 z 35 ciał) i uroczyście pochowano na Wzgórzu Herzla. Cała historia konwoju była wielkim wstrząsem dla społeczności żydowskiej w Palestynie. W kolejnych tygodniach siły arabskie utrzymywały blokadę Gusz Ecjon, a Żydzi usiłowali dostarczać zaopatrzenia przy pomocy zrzutów z lekkich samolotów Piper Cub. Ich wielkość była jednak nie wystarczająca, i sytuacja Gusz Ecjon systematycznie się pogarszała. Kilkakrotnie rozważana była możliwość ewakuacji osiedli, ostatecznie jednak podjęto decyzję o ich pozostawieniu. Kierowano się przy tym głównie ich strategicznym położeniem, na drodze z Hebronu do Jerozolimy. Utrzymanie bloku umożliwiało obronę Jerozolimy od południa, skąd mogły nadejść wojska egipskie.
W sierpniu 1949 roku zdemobilizowani żołnierze Palmach założyli kibuc Netiw ha-Lamed-He, nazwany na cześć Konwoju Trzydziestu Pięciu. Jest on położony w pobliżu przejazdu konwoju. Wystawiono tam pierwszy pomnik, upamiętniający ofiary konwoju. Wzgórze, na którym doszło do bitwy, aż do 1967 roku znajdowało się na terytorium okupowanym przez Jordanię. W wyniku wojny sześciodniowej przeszło pod kontrolę Izraela. Przeprowadzono wówczas dokładną lokalizację bitwy. W 2003 roku przy kibucu Netiw ha-Lamed-He odsłonięto nowy pomnik.